# Elodia
Elodia es el sexto álbum de estudio de la agrupación alemana Lacrimosa.
Lacrimosa describe a Elodia como un álbum conceptual y ópera rock, dividido en tres actos. El primer acto describe un amor que se agobia lentamente; el segundo acto describe el acto de separación de éste, mientras el tercer acto comienza con un réquiem, Sanctus, finalizando en una nota de esperanza.
Elodia es un disco importante en el desarrollo de la música de Lacrimosa en las áreas más clásicas, con la London Symphony Orchestra, el Rosenberg Ensemble y el Hamburg State Opera contribuyendo orquestalmente. Sanctus es un ejemplo de esto, basado en la liturgia cristiana del mismo nombre. No es un trabajo completamente orquestal, pues incluye las voces de Tilo Wolff y un solo de guitarra. Sin embargo, pavimentó el camino para la canción «Kyrie», del álbum Echos, tema completamente clásico.

## Lista de canciones

### Primer Acto
1. «Am Ende der Stille» - Al final del silencio 

2. «Alleine zu zweit» - Solos los dos 

3. «Halt mich» - Sosténme 

4. «The Turning Point» - El punto crucial 

### Segundo Acto
5. «Ich verlasse heut' Dein Herz» - Hoy dejo tu corazón 

6. «Dich zu töten fiel mir schwer» - Matarte fue difícil 

### Tercer Acto
7. «Sanctus» - Santo 

8. «Am Ende stehen wir zwei» - Al final estamos los dos 

- Pista adicional 1 (México): «Alleine zu zweit» (Torris vita)
- Pista adicional 2 (México): «Meine Welt»
- Pista adicional 3 (Japón): «Und Du Fällst»

## Alleine zu zweit
Es el sencillo desprendido de «Elodia», y una de las canciones más famosas de la banda. 
1.- «Alleine zu zweit» - Solos los dos
2.- «Alleine zu zweit» (torris vita)
3.- «Meine Welt» - Mi mundo
4.- «Copycat» (remixed by Samael)